# Barxudarlı
Barxudarlı (ou Barkhudarli) é uma aldeia do rayon de Qazax do Azerbaijão.
Barxudarlı forma um exclave do Azerbaijão com 22 km² completamente rodeado por território da Arménia. Desde a guerra do Nagorno-Karabakh que é controlado pela Arménia, tendo a população azeri sido deportada.
A aldeia é também conhecida pelo nome de Azatamut.